# S.A. Chakraborty
Shannon A. Chakraborty (ur. 7 grudnia 1985) – amerykańska pisarka, tworząca fantastykę, pochodząca z Queens. Jest najlepiej znana z trylogii Dewabad.

## Życiorys
Zadebiutowała w 2017 powieścią Miasto mosiądzu. Ta została dobrze oceniona i została nominowana do wielu nagród, w tym do Nagrody Williama L. Crawforda, Nagrody Comptona Crooka, Nagrody Locusa, British Fantasy Award i World Fantasy Award. Została jej przyznana również nagroda portalu Booknest.eu dla najlepszej debiutanckiej powieści. Kolejna część cyklu, Królestwo Miedzi, zostało opublikowane w 2019, a następnie została nominowana do Nagrody Astounding dla nowego pisarza. Ostatni tom cyklu, The Empire of Gold, został wydany w 2020 roku. W 2022 ukazał się zbiór opowiadań osadzony w tym samym świecie pod tytułem The River of Silver.
Kolejny cykl autorki The Adventures of Amina al-Sarafi rozgrywa się w XII wieku na Oceanie Indyjskim. Ukazał się w 2023, a jego wydawcą jest Voyager.

## Życie prywatne
Urodziła się i wychowała w New Jersey w katolickiej rodzinie. Jako nastolatka przeszła na islam. Miała zamiar zostać historykiem, specjalizującym się w Bliskim Wschodzie, ale kryzys finansowy w 2008 sprawił, że nie udało jej się osiągnąć celu. Pracowała wówczas na utrzymanie siebie oraz swojego męża, jednocześnie pisząc tekst, który ostatecznie został wydany jako Miasto mosiądzu.
Mieszka w New Jersey z mężem i córką.

## Twórczość

### Amina al-Sirafi
1. Przygody Aminy al-Sirafi (ang. The Adventures of Amina al-Sirafi, 2023)

### CyklDaevabad
1. Miasto mosiądzu (ang. The City of Brass, 2017)
2. Królestwo miedzi (ang. The Kingdom of Copper, 2019)
3. Imperium złota (ang. The Empire of Gold 2020)

### Opowiadania
1. The Djinn (2011) (jako S. Ali), opublikowane w Expanded Horizons nr 29, 2011
2. Yerushalom (2011) (jako S. Ali), opublikowane w Crossed Genres nr 31, 2011
3. Bilaadi (2012) (jako S. Ali), opublikowane w The Future Fire,  2012